# Кладовка (Свердловская область)
Кладовка — посёлок в Полевском муниципальном округе Свердловской области России. Ранее посёлок входил в состав Полдневского сельсовета города Полевского.

## География
Посёлок Кладовка расположен в 29 километрах (по автодорогам в 34 километрах) к югу от города Полевского, на левом берегу реки Поскакухи (левого притока Чусовой). В посёлке расположена станция 
Кладовка Южно-Уральской железной дороги (ветка Екатеринбург — Верхний Уфалей — Челябинск).

## Население
| 2002 | 2010 |
| ---- | ---- |
| 139  | ↘105 |